# Tribadernas natt
Tribadernas natt är ett drama av Per Olov Enquist. Verket utkom 1975 och är Enquists debut som dramatiker. Pjäsen har översatts till mer än tjugo språk.
Uppslaget till pjäsen fick Enquist under en föreläsningsturné vid universiteten i USA. Studenterna ville gärna diskutera Strindberg, men sade sig inte förstå honom. "Det gör man först efter att ha läst breven", svarade Enquist. Under våren 1973 skrev han under elva dagar i ett "extatiskt lyckotillstånd" pjäsen som en enaktare. Han kom sedan att skriva om pjäsen tre gånger och lägga till en akt. Den 4 mars 1975 meddelade Dramaten i Stockholm att man har köpt in pjäsen med avsikt att sätta upp den till hösten. Inom kort köptes pjäsen till Danmark, Norge, Finland och Tyskland.
Tribad är ett äldre uttryck för en homosexuell kvinna.

## Handling
Året är 1889. Äktenskapet mellan August Strindberg och Siri von Essen håller på att upplösas. På Dagmarteatret i Köpenhamn repeterar man Strindbergs pjäs Den starkare. Rollerna spelas av von Essen och Marie David, hatad av Strindberg sedan vistelsen i Grez-sur-Loing, då von Essen och David inledde ett förhållande. Pjäsen regisseras av den danske skådespelaren Viggo Schiwe. Strindberg, som befinner sig i en svår kris, märkt av motgångar i hemlandet, dyker svartsjuk upp på teatern och situationen exploderar.

## Uppsättningar
Pjäsen hade urpremiär den 27 september 1975 på Målarsalen på Dramaten.  Rollerna spelades av Ernst-Hugo Järegård, Anita Björk, Lena Nyman och Carl Billquist, med regi av Per Verner-Carlsson och scenografi av Mikael Sylwan. Efter tjugo utsålda föreställningar flyttades uppsättningen till stora scenen. Nyman ersattes 1976 av Harriet Andersson, då Nyman skulle börja repetera Svea Hund på Göta Lejon.
Under spelåret 1975–1976 spelades den på nio olika teatrar, förutom i Stockholm även Göteborg, Malmö, Borås, Köpenhamn, Oslo, Paris, Tammerfors och Helsingfors. 1977 spelades den på Broadway i New York med Max von Sydow och Bibi Andersson i huvudrollerna. Eileen Atkins vann en Drama Desk Award för sin roll som Marie David. 2012 sattes pjäsen upp på Stockholms stadsteater. 
| Roll              | Dramaten 27 september 1975    | Malmö Stadsteater 17 oktober 1975 | Göteborgs stadsteater 24 april 1976 | Helen Hayes Theatre, New York 13 oktober 1977 | Stockholms stadsteater 14 maj 2012 |
| ----------------- | ----------------------------- | --------------------------------- | ----------------------------------- | --------------------------------------------- | ---------------------------------- |
| Regi              | Per Verner-Carlsson           | Lennart Olsson                    | Carin Mannheimer                    | Michael Kahn                                  | Thommy Berggren                    |
| Scenografi        | Mikael Sylwan                 | Stig Nelson                       | Leif Meréus                         | Lawrence King                                 | Anna Asp                           |
| August Strindberg | Ernst-Hugo Järegård           | Lars Humble                       | Dan Sjögren                         | Max von Sydow                                 | Shanti Roney                       |
| Siri von Essen    | Anita Björk                   | Kristina Kamnert                  | Birgitta Palme                      | Bibi Andersson                                | Marie Richardson                   |
| Marie David       | Lena Nyman/ Harriet Andersson | Brita-Lena Sjöberg                | Christina Stenius                   | Eileen Atkins                                 | Lina Englund                       |
| Viggo Schiwe      | Carl Billquist                | Kåre Sigurdson                    | Stig Torstensson                    | Werner Klemperer                              | Richard Forsgren                   |
| Fotografen        | Oskar Rangner                 | Claes Camnert                     | Gösta Blume                         | Bill Moor                                     | Robert Panzenböck                  |